# Gabriel Esparza
Gabriel Esparza, né le 31 mars 1973 à Pampelune est un taekwondoïste espagnol. Il a obtenu la médaille d'argent lors des Jeux olympiques d'été de 2000 dans la catégorie des moins de 58 kg s'inclinant en finale devant Michail Mouroutsos. 
Esparza a également été médaillé plusieurs fois aux Championnats du monde et aux Championnats d'Europe.

## Palmarès

### Jeux olympiques
Médaille d'argent aux Jeux olympiques d'été de 2000 à Sydney

### Championnats du monde
- Médaille d'argent en moins de 58 kg en 1995
- Médaille de bronze en moins de 58 kg en 1991

### Championnats d'Europe
- Médaille d'or en moins de 54 kg en 1992
- Médaille d'or en moins de 58 kg en 1994
- Médaille d'or en moins de 58 kg en 1996
- Médaille d'or en moins de 58 kg en 1998